# Carlo Bonfanti
Carlo Bonfanti (Milano, 7 luglio 1875 – Valsassina, 7 dicembre 1933) è stato un tuffatore italiano.

## Biografia
Nato a Milano nel 1875, nel 1906 partecipò insieme a Luigi Capra, anche lui della Nettuno Milano, ai Giochi olimpici intermedi di Atene, nell'unica gara, quella della piattaforma.
2 anni dopo, a Londra 1908, all'età di 32 anni, divenne il primo tuffatore italiano a partecipare ad un'Olimpiade ufficiale, nel trampolino, non riuscendo a passare il suo raggruppamento, chiuso al 4º posto su 6 (passavano in semifinale i primi 2) con 65.8 punti.
Ai Giochi di Stoccolma 1912 prese parte a due gare: trampolino e piattaforma alta. In entrambe non riuscì a passare il raggruppamento ed accedere alla finale, nella prima chiuse 4º su 4 con 46.81 punti (passavano i primi 2), nella seconda 6º su 7 con 28.5 (passava solo il primo). Nell'occasione fu il più anziano della spedizione italiana alle Olimpiadi svedesi con i suoi 37 anni.
Morì in Valsassina, provincia di Lecco, nel 1933, all'età di 58 anni. È stato sepolto al cimitero di Lambrate, ove poi i suoi resti esumati sono stati composti in una celletta.